# Shingō
Shingō (jap. 新郷村 Shingō-mura) – wieś położona w Japonii, w powiecie Sannohe, w prefekturze Aomori, w regionie Tōhoku na wyspie Honsiu. Ma powierzchnię 150,77 km². W 2020 r. mieszkało w niej 2 197 osób, w 785 gospodarstwach domowych  (w 2010 r. 2 851 osób, w 871 gospodarstwach domowych) .
Dawniej wieś nosiła nazwę Herai (jap. 戸来村 Herai-mura).
Wieś stanowi popularną atrakcję turystyczną, gdyż zgodnie z miejscową legendą znajduje się tutaj grób Jezusa Chrystusa (jap. キリストの墓 Kirisuto no haka) oraz jego rzekomego brata Isukiri. Powstanie legendy związane jest z odkryciem przez kapłana jednej z sekt shintō w 1930 roku rzekomych starożytnych hebrajskich dokumentów (Dokumenty Takenouchi), na podstawie których „odnalazł” w Shingō grób Jezusa i wciąż żyjących jego potomków. Dokumenty te miały zostać zniszczone w trakcie II wojny światowej. Zgodnie z ich treścią Jezus miał rzekomo uciec z Jerozolimy przed ukrzyżowaniem i osiedlił się w Shingō. Tam zajmował się uprawą ryżu, założył rodzinę i dożył ponad 100 lat.
Popularność legendy sprawiła, że w 2004 roku wioskę odwiedził ambasador Izraela w Japonii i ufundował pamiątkowy kamień.

## Galeria

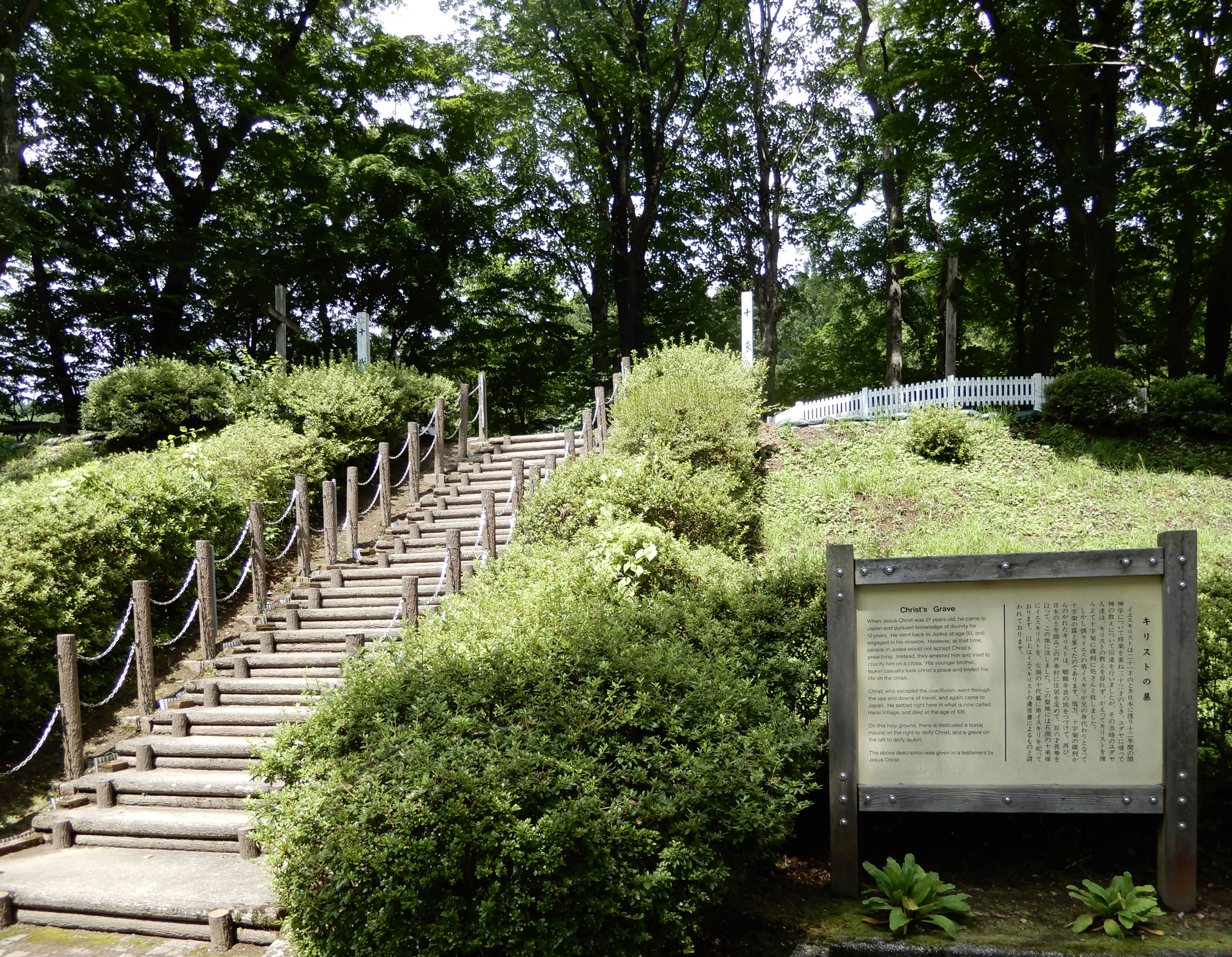
Grób Chrystusa i jego brata
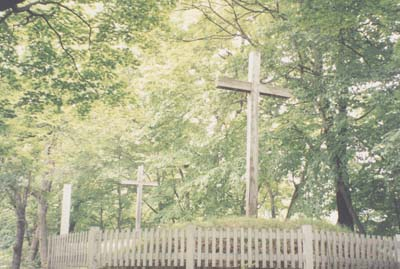
Rzekomy grób Jezusa
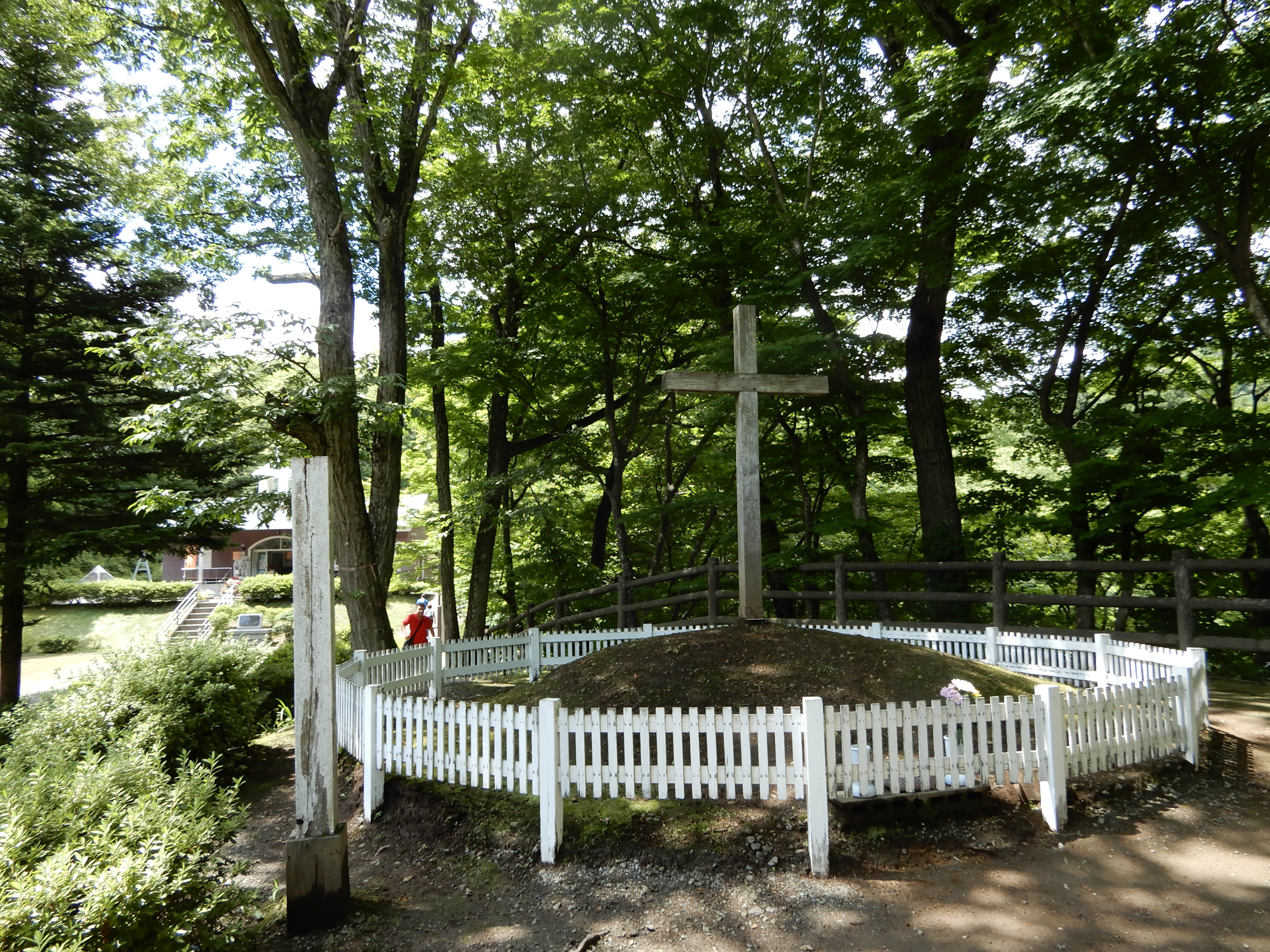
Grób Isukiri, młodszego brata Chrystusa
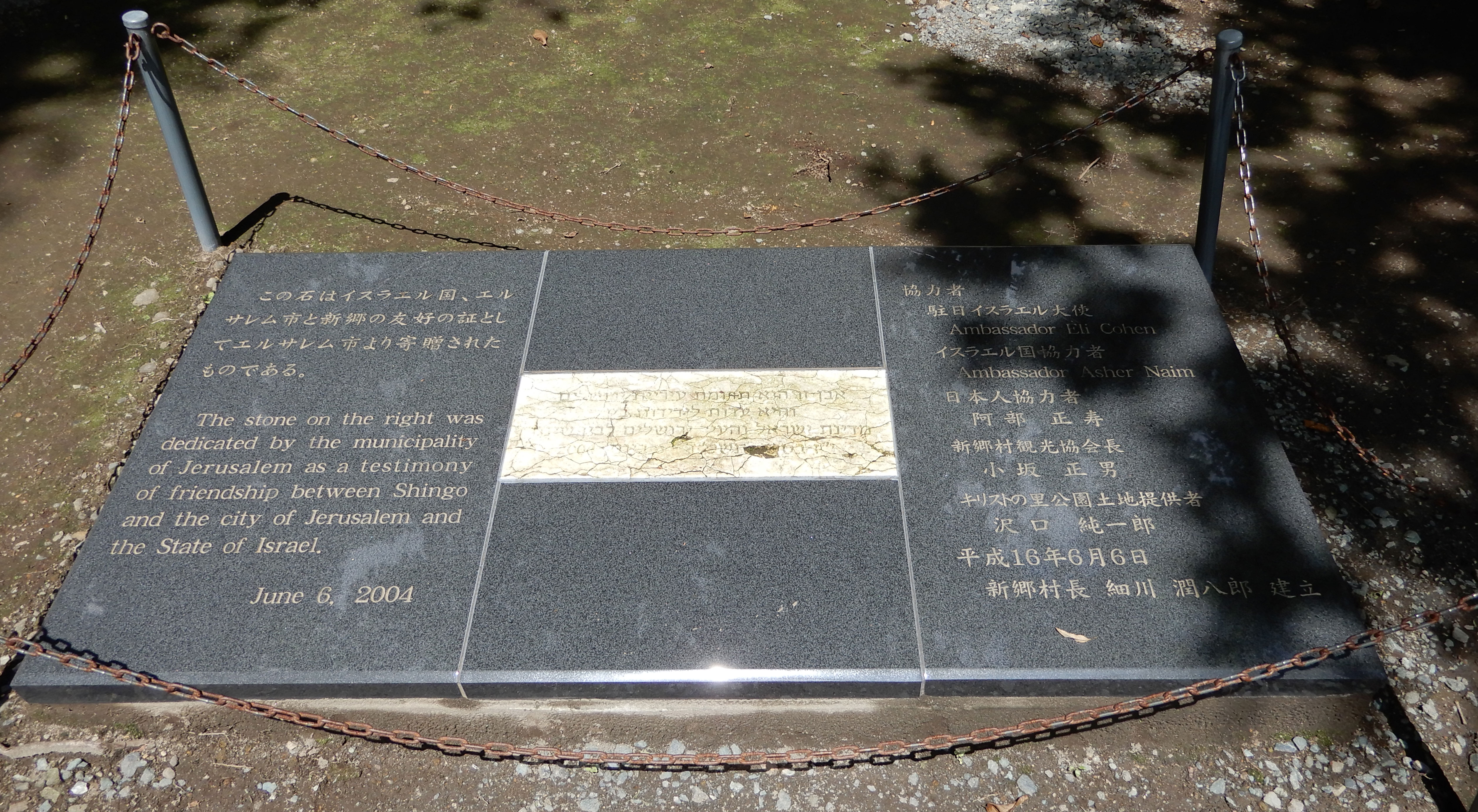
Tablica pamiątkowa, świadectwo przyjaźni Shingō i Jerozolimy, 2004